# André Vautier
André Vautier, né le 14 juillet 1900 à Somsois, Marne, et mort le 5 mars 1961 à Saint-Mandé, Val-de-Marne, est un ingénieur français du domaine aéronautique, créateur avec Pierre Satre de l’avion de ligne Sud-Aviation SE 210 Caravelle.